# Língua russina da Panônia

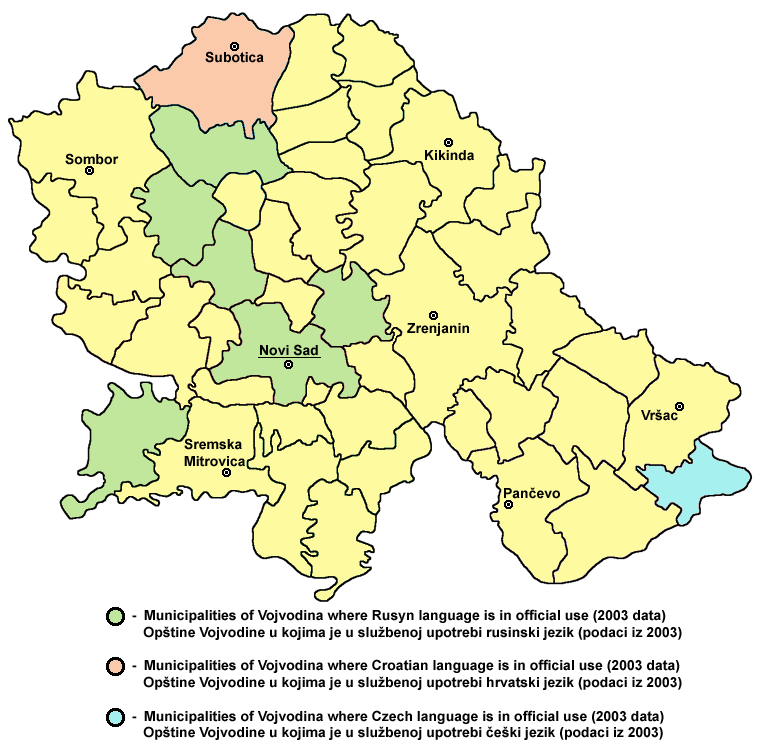
Uso oficial do russino da Panônia na Voivodina, Sérvia

A língua russina da Panônia (Pannonian Rusyn: руски язик , romanizado:  ruski jazik ), também historicamente referido como russino iugoslavo, é uma variedade da língua russina, falada pelos russinos da Panônia, principalmente nas regiões da Província Autônoma da Voivodina (parte norte da atual Sérvia) e Eslavônia (parte oriental da atual Croácia), e também na diáspora russina da Panônia nos Estados Unidos e Canadá. Como os russinos são oficialmente reconhecidos como minoria nacional tanto na Sérvia quanto na Croácia, sua língua também é reconhecida como língua minoritária e, na Voivodina é empregada como uma das seis línguas provinciais oficiais.